# 先锋书店

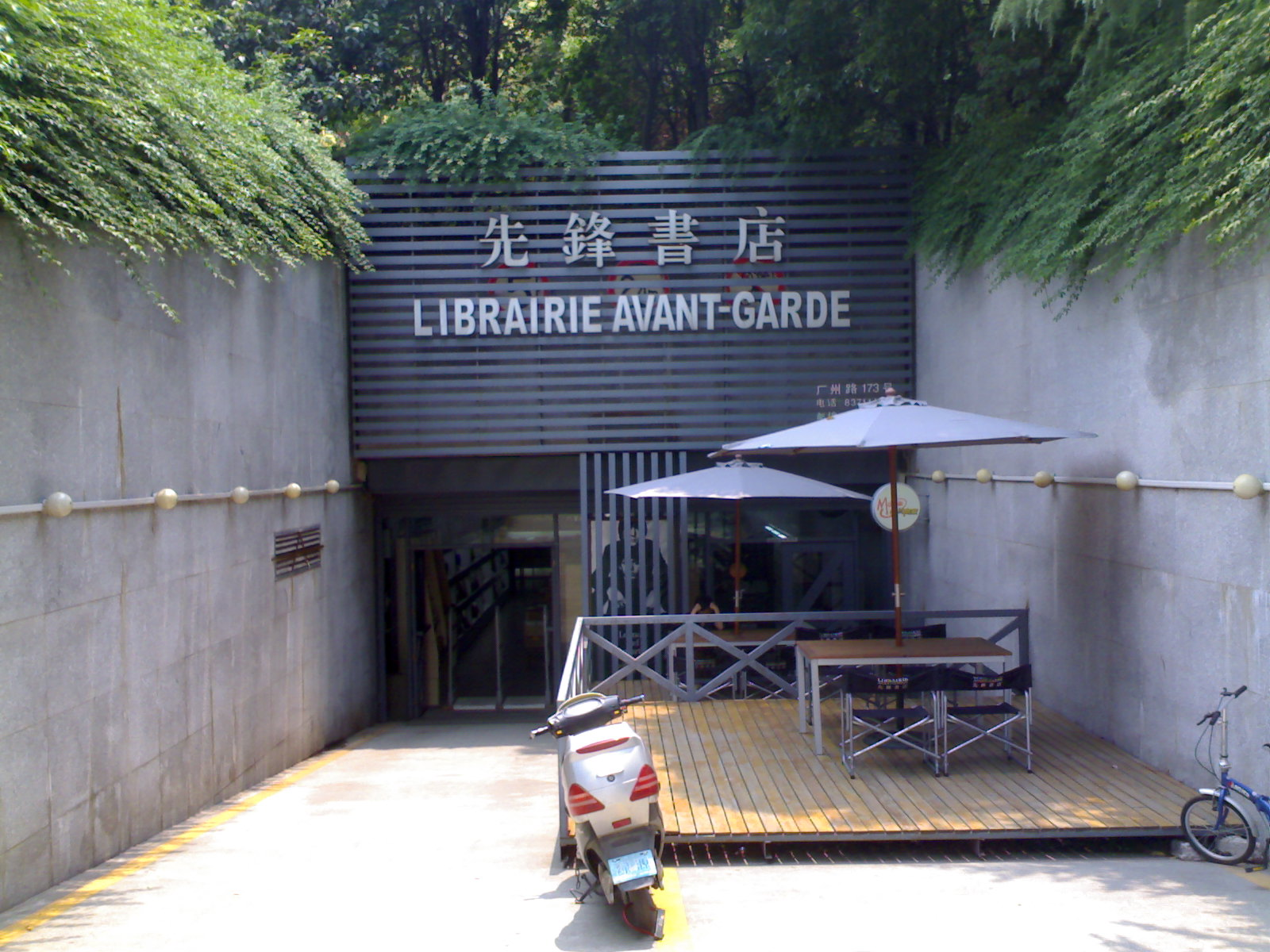
先锋书店五台山店入口

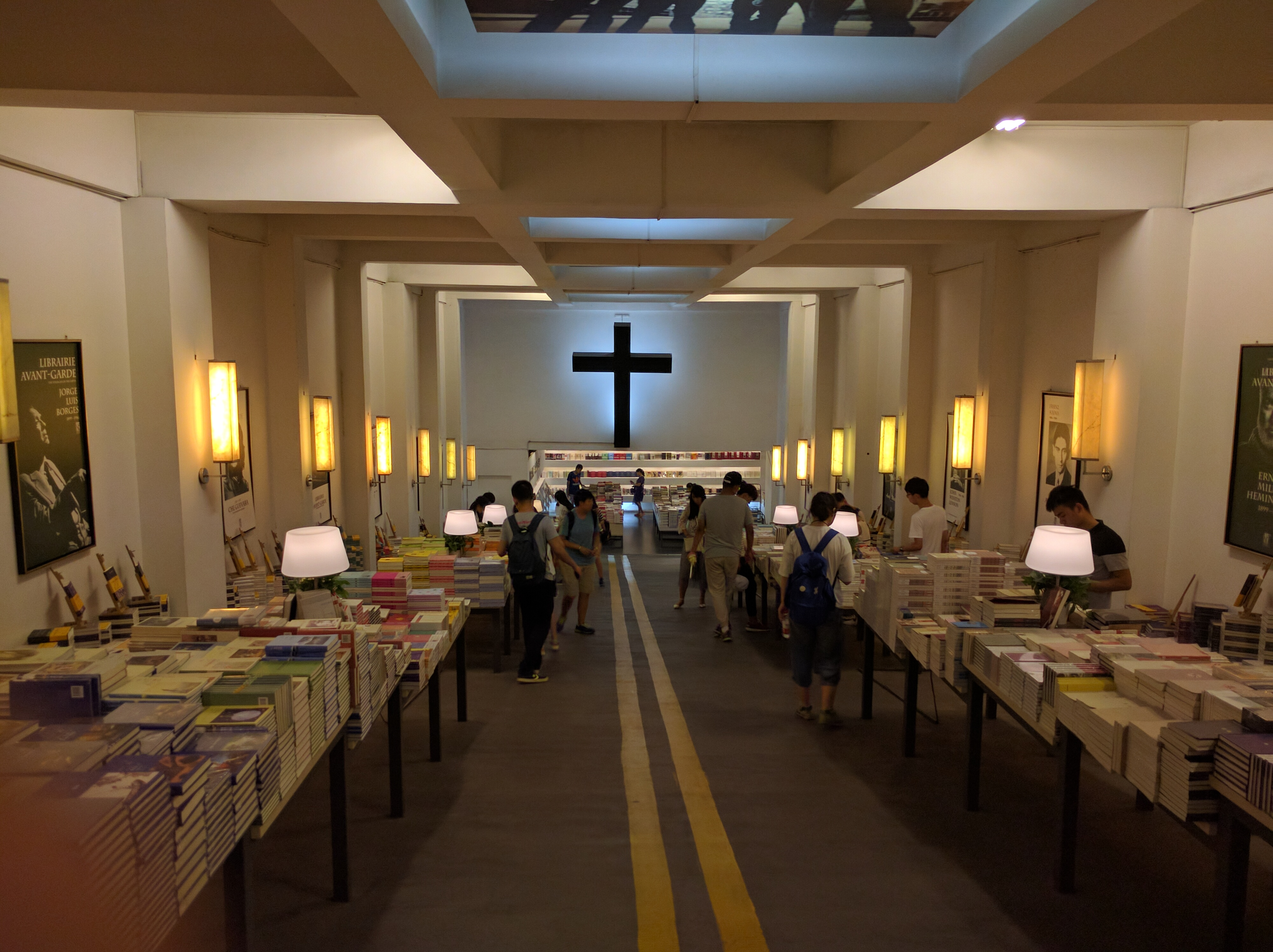
先锋书店五台山店内部

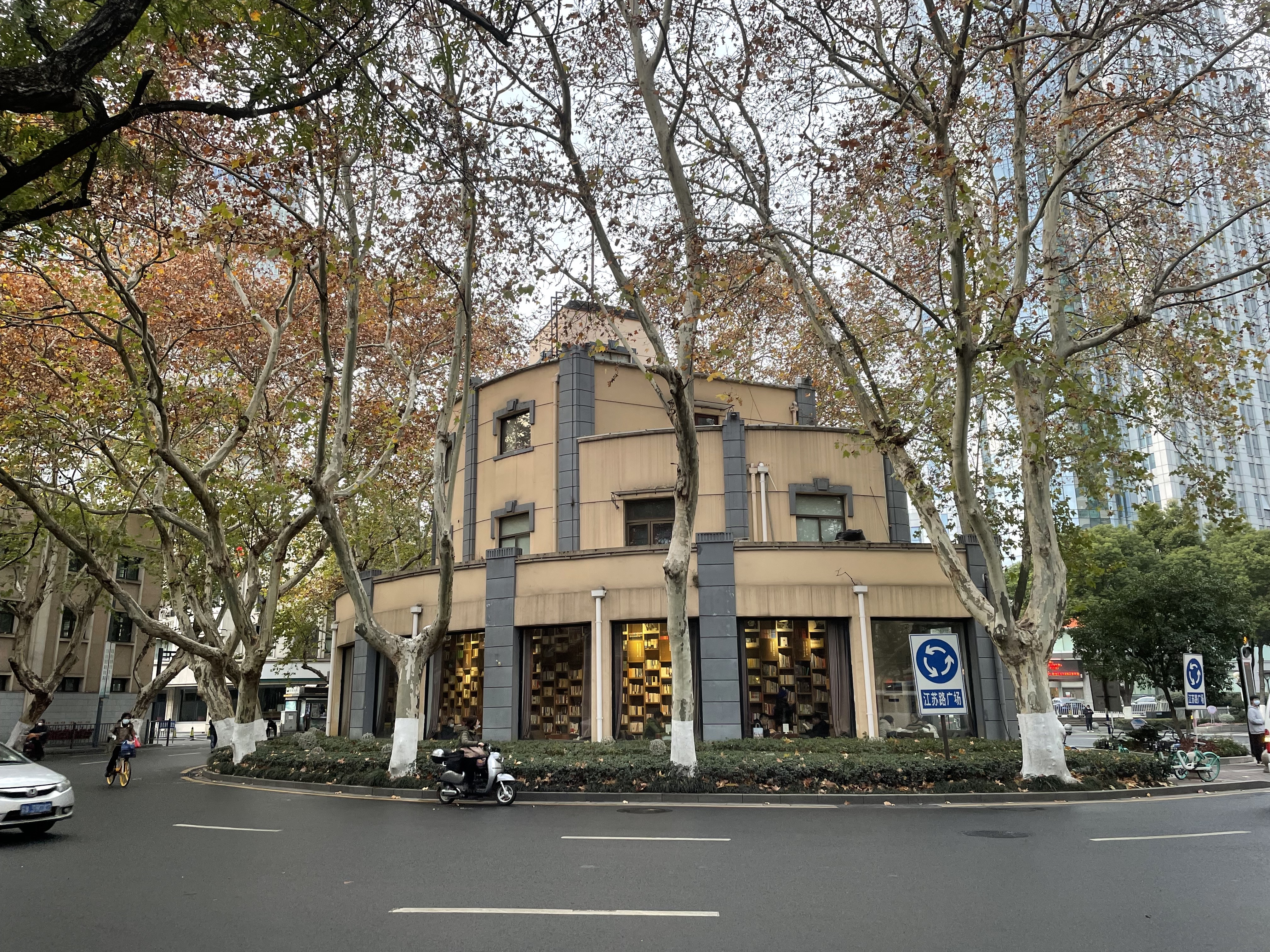
位于颐和路环岛中心的先锋书店颐和路店

南京先锋书店（法語：LIBRAIRIE AVANT-GARDE），为南京大学写作班的毕业生钱小华创办于1996年的一家书店，由于其风格独特，在南京已经颇具影响，甚至被戏称为“南大的第二图书馆”。
先锋书店除了请作家签名售书，还会举办一些文化讲座、展览，乃至邀请乐队前来表演，吸引了不少读者前来参与。平时书店免费提供茶水、沙发、长椅等。
目前先锋书店在南京有五台山、龙江（已经关停）、南京博物院、老门东、颐和路等书店，店内除书籍外还设有独立先锋创意馆，售卖创意商品，特色饰品等。五台山店有先锋艺术咖啡，供给饮料、点心等，亦设有专区可无线上网。
被美國CNN譽為「中国最美的书店」。2014年1月台灣《遠見雜誌》331期報導：「一個破舊的防空洞，竟變成中國最美的書店」。